# ArcelorMittal Tubular Products Roman
ArcelorMittal Tubular Products Roman (fostă Petrotub) este o companie din România specializată în producția de țevi fără sudură din oțel.
Compania fost preluată la sfârșitul anului 2003 de grupul siderurgic Mittal Steel, care mai deține în România fostele combinate Sidex Galați, Siderurgica Hunedoara, Tepro Iași, precum și operatorul portuar Romportmet Galați.
Până în octombrie 2007 compania a fost numită Mittal Steel Roman, după care a fost redenumită în ArcelorMittal Tubular Products Roman, ca o consecință a fuziunii dintre Mittal Steel și Arcelor.
Istoria companiei începe în anul 1951 prin înființarea Combinatului Siderurgic Roman.
Acțiunile companiei sunt tranzacționate pe piața Rasdaq, la categoria I, sub simbolul PTRO.
Număr de angajați:
- 2010: 1.200[6]
- 1989: 10.000[5]

Cifra de afaceri în 2006: 921,8 milioane lei (261,6 milioane euro)
Venit net în 2006: 8,1 milioane lei